# Jonathan Cafú
Jonathan Renato Barbosa (Piracicaba, 10 de julio de 1991), más conocido como Jonathan Cafú, es un futbolista brasileño que juega de delantero en el Botafogo-SP del Brasileirão Serie B.

## Clubes
| Club                         | País           | Año       |
| ---------------------------- | -------------- | --------- |
| Desportivo Brasil            | Brasil         | 2009-2011 |
| Boavista S. C.               | Brasil         | 2011      |
| XV de Novembro de Piracicaba | Brasil         | 2012-2014 |
| Capivariano F. C. (cedido)   | Brasil         | 2013      |
| A. A. Ponte Preta            | Brasil         | 2014      |
| São Paulo F. C.              | Brasil         | 2015      |
| P. F. C. Ludogorets Razgrad  | Bulgaria       | 2015-2017 |
| Girondins de Burdeos         | Francia        | 2017-2020 |
| Estrella Roja (cedido)       | Serbia         | 2018-2019 |
| Al-Hazm S. C.                | Arabia Saudita | 2020      |
| S. C. Corinthians            | Brasil         | 2020-2023 |
| Cuiabá E. C. (cedido)        | Brasil         | 2021-2023 |
| Cuiabá E. C.                 | Brasil         | 2024      |
| Botafogo-SP                  | Brasil         | 2025-     |

## Palmarés

### Títulos regionales
| Título                   | Club         | Estado      | Año  |
| ------------------------ | ------------ | ----------- | ---- |
| Campeonato Matogrossense | Cuiabá E. C. | Mato Grosso | 2021 |

### Títulos nacionales
| Título                   | Club                        | País     | Año  |
| ------------------------ | --------------------------- | -------- | ---- |
| Primera Liga de Bulgaria | P. F. C. Ludogorets Razgrad | Bulgaria | 2016 |
| Primera Liga de Bulgaria | P. F. C. Ludogorets Razgrad | Bulgaria | 2017 |
| Superliga de Serbia      | Estrella Roja               | Serbia   | 2019 |